# Nuvei
Nuvei Corporation es un procesador de pagos global con sede en Montreal, Canadá. Ofrece servicios financieros y de pago a empresas, incluyendo la emisión de tarjetas, soluciones bancarias, gestión de riesgos y fraude. Permite la aceptación de más de 570 métodos de pago alternativos. Realizó su debut en la Bolsa de Valores de Toronto en septiembre de 2020, lanzando una oferta pública inicial (OPI) de 700 millones de dólares, considerada en ese momento la mayor OPI de una empresa tecnológica en dicha bolsa.

## Historia
Fundada en 2003 por Philip Fayer mientras tomaba un receso en sus estudios en la Universidad Concordia, Nuvei, conocida previamente como Pivotal Payments, se especializó desde sus inicios en el procesamiento de pagos electrónicos y servicios comerciales tanto para puntos de venta físicos como para negocios en línea.
La empresa ha crecido a través de una estrategia de adquisiciones, destacando la inversión de 60 millones de dólares canadienses por parte de Goldman Sachs en 2006 para financiar este enfoque. Hasta 2010, Nuvei expandió significativamente su presencia y cartera de servicios, reportando ingresos anuales de 150 millones de dólares canadienses y aumentando su plantilla a unos 300 empleados en Canadá y Estados Unidos.
En septiembre de 2017, Novacap y Caisse de dépôt et placement du Québec invirtieron en Nuvei, valorando la empresa en 525 millones de dólares canadienses. La adquisición de SafeCharge en agosto de 2019 por 1.100 millones de dólares canadienses fortaleció su tecnología de pago global y su alcance.
Posteriormente, Nuvei continuó expandiendo su presencia global y su cartera de servicios con la adquisición de empresas como Smart2Pay y Base Commerce en 2020, y Mazooma y Paymentez en 2021, ampliando su oferta de métodos de pago y consolidando su presencia en mercados clave de América del Norte y Latina.
Los resultados anuales de Nuvei para los 12 meses hasta finales de diciembre de 2021, publicados en marzo de 2022, mostraron que la organización procesó más de 95 mil millones de dólares en volumen de transacciones anuales de clientes de todo el mundo. En enero de 2023, Nuvei anunció su intención de adquirir Paya Holdings Inc., un competidor cotizado en Nasdaq, por aproximadamente 1.300 millones de dólares estadounidenses. El 17 de abril de 2023, Nuvei anunció una inversión por parte del actor e inversor de Hollywood, Ryan Reynolds. El 1 de abril de 2024, se anunció que Advent International había acordado comprar Nuvei por 6.300 millones de dólares en un acuerdo totalmente en efectivo, privatizando la empresa.

## Controversia
En diciembre de 2021, la empresa de inversión Spruce Point Capital Management publicó un informe crítico sobre Nuvei. El informe alegaba una serie de irregularidades en las prácticas comerciales de Nuvei, incluyendo:
- Sobrestimación de los ingresos: El informe acusó a Nuvei de inflar sus ingresos al incluir transacciones no procesadas y de entidades no relacionadas.
- Falta de transparencia: Se criticó a la empresa por la falta de información clara sobre sus operaciones y por la opacidad de sus estados financieros.
- Preocupaciones sobre el gobierno corporativo: El informe mencionó la existencia de posibles conflictos de intereses entre los miembros de la junta directiva y la gerencia de Nuvei.

### Respuesta de Nuvei
Nuvei respondió rápidamente a las acusaciones, calificándolas de "engañosas, falsas o no relacionadas con el negocio de Nuvei". La junta directiva de la empresa emitió un comunicado expresando su total confianza en el equipo ejecutivo y reafirmando la exactitud de las divulgaciones financieras de la compañía. El CEO de Nuvei, Philip Fayer, describió las acusaciones como "malintencionadas e infundadas", y reiteró el compromiso de la empresa con su estrategia de crecimiento.

### Segundo informe de Spruce Point
En enero de 2022, Spruce Point Capital Management publicó un segundo informe crítico sobre Nuvei. En este informe, se señalaban las siguientes preocupaciones:
- Exposición al mercado de criptomonedas: Spruce Point mencionó la creciente participación de Nuvei en el mercado de criptomonedas, considerándolo un sector volátil y de alto riesgo.
- Conexiones con FTX: El informe mencionó las relaciones comerciales de Nuvei con la casa de cambio de criptomonedas FTX, que posteriormente se declaró en bancarrota.
- Adquisición de Paya Holdings: Se cuestionó el valor estratégico de la adquisición de Paya Holdings por parte de Nuvei, y se sugirió que la operación podría diluir el valor de las acciones de Nuvei.

Spruce Point concluyó su segundo informe sugiriendo que el valor de las acciones de Nuvei podría caer entre un 35% y un 50%.

### Impacto de las acusaciones
Las acusaciones de Spruce Point Capital Management tuvieron un impacto negativo en el precio de las acciones de Nuvei. Las acciones de la empresa cayeron un 15% en el día siguiente a la publicación del primer informe. Sin embargo, las acciones se recuperaron posteriormente y han cotizado en un rango relativamente estable desde entonces.

### Consideraciones
Es importante tener en cuenta que las acusaciones contra Nuvei no han sido probadas en un tribunal de justicia. La empresa ha negado todas las irregularidades y ha presentado información para respaldar sus afirmaciones.